# Sedayu (Turen)
Sedayu is een bestuurslaag in het regentschap Malang van de provincie Oost-Java, Indonesië. Sedayu telt 4481 inwoners (volkstelling 2010).